# Скуби-Ду: Гонитба в компютъра
„Скуби-Ду: Гонитба в компютъра“ (на английски: Scooby-Doo and the Cyber Chase) е директен издаден като видеокасета анимационен филм 
от 2001 година, и е четвъртия филм от поредицата от издадените директно на видеокасета анимационни филми на „Скуби-Ду“ от Hanna-Barbera. Пуснат е на 9 октомври 2001 г. и е продуциран от Hanna-Barbera Cartoons.
Това е последната продукция на „Скуби-Ду“, в която Уилям Хана и Джоузеф Барбера са изпълнителни продуценти след смъртта на Хана на 22 март 2001 г. Това е четвъртият и последен филм на „Скуби-Ду“, който е анимиран от японското анимационно студио Mook Animation. Този филм, заедно с „Алоха, Скуби-Ду!“ (Aloha, Scooby-Doo!), е част от първото издаване на „Скуби-Ду“ на Blu-ray на 5 април 2011 г.
Това също е първия филм, в който Грей Делайл озвучава Дафни след смъртта на Мери Кей Бъргман през 1999 г., както и последния филм, в който Скот Инес и Би Джей Уорд озвучават съответно Шаги, Скуби и Велма.

## Озвучаващ състав
- Скот Инес – Скуби-Ду/Шаги Роджърс
- Франк Уелкър – Фред Джоунс
- Грей Делайл – Дафни Блейк
- Би Джей Уорд – Велма Динкли
- Джо Аласки – Полицай Уембли
- Боб Бъргън – Ерик Стауфър
- Том Кейн – Професор Кауфман
- Майки Кели – Бил Лаклемор
- Гари Стърджис – Фантомът Вирус

## В България
В България филмът първоначално е пуснат на VHS от Александра Видео през 2002 г. През 2008 г. е излъчен за първи път по Diema Family, преведен като „Скуби-Ду: Гоненица в компютъра“. През 2012 г. е излъчен многократно по Cartoon Network.